# Zaśnięcie Marii
Zaśnięcie Marii – jeden z pierwszych obrazów hiszpańskiego malarza pochodzenia greckiego Dominikosa Theotokopulosa, znanego jako El Greco. Obraz jest sygnowany dużymi greckimi literami: w centralnej części Kandelabra ΔΟΜ'ΗΝΙΚΟС θΕΟΤΟΚ'ΟΠΟΥΛΟС Ó ΔΕ'ΙΞΑС (Domenikos Theotokopoulos wykonał); w dolnej części znajduje się również grecki tytuł obrazu.
Obraz powstał w okresie gdy El Greco przebywał jeszcze na Krecie, gdzie kształcił się pierwotnie w warsztacie malarskim na mistrza piszącego ikony. Z dużym prawdopodobieństwem wzorował się na wcześniejszym dziele Georgiosa Klontzasa pt. Zaśnięcie Marii Przez stulecia znajdował się w katedrze pod wezwaniem Zaśnięcia Najświętszej Marii Panny w Ermupolis na wyspie Síros. Dopiero w 1983 roku odkryto dzieło i zidentyfikowano jako pracę Dominikosa Theotokopulosa; taka sygnatura znajduje się na obrazie.

## Opis obrazu
Obraz został wykonany zgodnie z zasadami malarstwa ikonowego co oznacza, iż autor otrzymał tradycyjne wykształcenie malarskie. Tradycyjnie postacie są dwuwymiarowe i formalnie ujednolicone. Innowacją wprowadzoną przez artystę jest gra światła. Bije ono od Ducha Świętego w postaci gołębicy widocznej w centralnej części obrazu. Promienie gołębicy łączą zmarłą Marię z koronowaną Dziewicą u góry i Chrystusa pochylającego się nad ciałem Matki. Kolejnym wyróżniającym elementem jest umieszczenie trzech kandelabrów na pierwszym planie. Środkowy z postaciami kariatyd został prawdopodobnie przeniesiony z innej grafiki. Pod nim El Greco złożył swoją sygnaturę greckimi literami. Składanie sygnatur było czymś rzadkim i być może artysta wzorował się na greckim rzeźbiarzu Fidiaszu, który w podobny sposób składał swój podpis na swoich rzeźbach.